# Gornji Grad (Zemun)
Pour les articles homonymes, voir Gornji Grad.
Gornji Grad (en serbe cyrillique : Горњи Град) est un quartier de Belgrade, la capitale de la Serbie. Il est situé dans la municipalité urbaine de Zemun. Au recensement de 2002, il comptait 15 819 habitants.
En serbe, Gornji Grad signifie « la ville haute ».

## Emplacement
Gornji Grad est situé dans le nord de la municipalité de Zemun, le long de la rive droite du Danube. Il est grosso modo délimité par les rues Ugrinovačka et Banatska ; parmi les autres rues importantes du secteur, on peut citer les rues Cara Dušana et Pregrevica. De forme allongée, le quartier est l'un des plus étendus de Zemun ; il est entouré par les quartiers de Gardoš à l'est, Ćukovac et Muhar au sud-est, Sava Kovačević au sud, Sutjeska et Zemun Bačka au sud-ouest ; à l'ouest, il s'étend en direction des quartiers de Nova Galenika et Goveđi brod.

## Transports
Gornji Grad est desservi par la ligne de bus 17 (Konjarnik – Zemun Gornji grad) de la société GSP Beograd.